# Хенераль-Мадарьяга (муниципалитет)
Муниципалитет Хенераль-Мадарьяга  (исп. Partido de General Madariaga) — муниципалитет в Аргентине в составе провинции Буэнос-Айрес.
Территория — 2964 км². Население — 19747 человек. Плотность населения — 6,65 чел./км².
Административный центр — Хенераль-Хуан-Мадарьяга.

## География
Муниципалитет расположен на юго-востоке провинции Буэнос-Айрес.
Муниципалитет граничит:
- на северо-западе — c муниципалитетом Майпу
- на северо-востоке — с муниципалитетом Хенераль-Лавалье
- на юго-востоке — с муниципалитетами Пинамар, Вилья-Хесель
- на юго-западе — с муниципалитетом Мар-Чикита

## Важнейшие населенные пункты[2]
| № | Населённый пункт        | Населённый пункт (исп.) | Категория | Население чел. (2010) | На карте                        |
| - | ----------------------- | ----------------------- | --------- | --------------------- | ------------------------------- |
| 1 | Хенераль-Хуан-Мадарьяга | General Juan Madariaga  | город     | 18089                 | 37°00′04″ ю. ш. 57°07′59″ з. д. |